# La Ferté-sous-Jouarre
Pour les articles homonymes, voir La Ferté (homonymie).
La Ferté-sous-Jouarre est une commune française située dans le département de Seine-et-Marne, Île-de-France.

## Géographie

### Localisation
Située à 68 km au nord-est de Paris, La Ferté-sous-Jouarre est localisée au confluent de la Marne et du Petit Morin, aux confins de la Brie et de la Champagne.

### Communes limitrophes
| Ussy-sur-Marne |                       | Chamigny      |
| Sept-Sorts     | La Ferté-sous-Jouarre | Reuil-en-Brie |
|                | Jouarre               |               |

### Géologie et relief
L'altitude de la commune varie de 50 mètres à 181 mètres pour le point le plus haut, le centre du bourg se situant à environ 63 mètres d'altitude (mairie). Elle est classée en zone de sismicité 1, correspondant à une sismicité très faible.

### Hydrographie

#### Réseau hydrographique

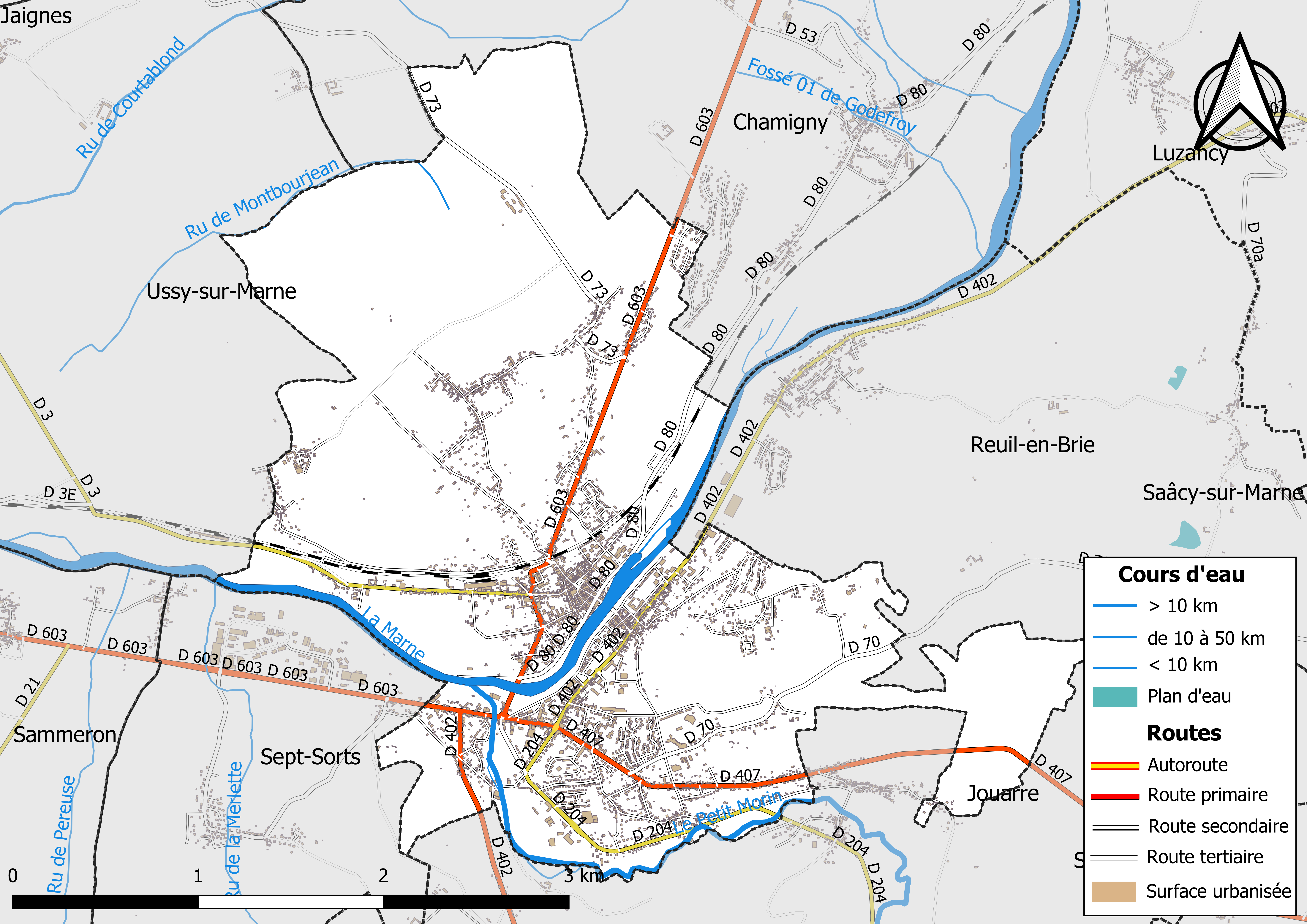
Carte des réseaux hydrographique et routier de La Ferté-sous-Jouarre.

Le réseau hydrographique de la commune se compose de cinq cours d'eau référencés :
- la rivière la Marne, longue de 514,26 km[3], principal affluent de la Seine, ainsi que :
  - un bras de 0,57 km[4] ;
- la rivière le Petit Morin, longue de 86,33 km[5], affluent de la Marne en rive gauche, ainsi que :
  - un bras[6] de 0,20 km[7] ;
- le ru de Montbourjean, 2,78 km[8].

Par ailleurs, son territoire est également traversé par l'aqueduc de la Dhuis.
La longueur totale des cours d'eau sur la commune est de 10,05 km.

#### Gestion des cours d'eau
Afin d’atteindre le bon état des eaux imposé par la Directive-cadre sur l'eau du 23 octobre 2000, plusieurs outils de gestion intégrée s’articulent à différentes échelles : le SDAGE, à l’échelle du bassin hydrographique, et le SAGE, à l’échelle locale. Ce dernier fixe les objectifs généraux d’utilisation, de mise en valeur et de protection quantitative et qualitative des ressources en eau superficielle et souterraine. Le département de Seine-et-Marne est couvert par six SAGE, au sein du bassin Seine-Normandie.
La commune fait partie du SAGE « Petit et Grand Morin », approuvé le 21 octobre 2016. Le territoire de ce SAGE comprend les bassins du Petit Morin (630 km2) et du Grand Morin (1 185 km2). Le pilotage et l’animation du SAGE sont assurés par le syndicat Mixte d'Aménagement et de Gestion des Eaux (SMAGE) des 2 Morin, qualifié de « structure porteuse ».

### Climat
Pour des articles plus généraux, voir Climat de l'Île-de-France et Climat de Seine-et-Marne.
En 2010, le climat de la commune est de type climat océanique dégradé des plaines du Centre et du Nord, selon une étude du CNRS s'appuyant sur une série de données couvrant la période 1971-2000. En 2020, Météo-France publie une typologie des climats de la France métropolitaine dans laquelle la commune est exposée à un climat océanique altéré et est dans la région climatique Nord-est du bassin Parisien, caractérisée par un ensoleillement médiocre, une pluviométrie moyenne régulièrement répartie au cours de l’année et un hiver froid (3 °C).
Pour la période 1971-2000, la température annuelle moyenne est de 11 °C, avec une amplitude thermique annuelle de 14,4 °C. Le cumul annuel moyen de précipitations est de 721 mm, avec 11,9 jours de précipitations en janvier et 7,9 jours en juillet. Pour la période 1991-2020, la température moyenne annuelle observée sur la station météorologique la plus proche, située sur la commune d'Ussy-sur-Marne à 4 km à vol d'oiseau, est de 11,3 °C et le cumul annuel moyen de précipitations est de 726,5 mm,. Pour l'avenir, les paramètres climatiques de la commune estimés pour 2050 selon différents scénarios d'émission de gaz à effet de serre sont consultables sur un site dédié publié par Météo-France en novembre 2022.
| Mois                                  | jan.            | fév.          | mars         | avril       | mai           | juin          | jui.          | août        | sep.          | oct.            | nov.           | déc.             | année      |
| ------------------------------------- | --------------- | ------------- | ------------ | ----------- | ------------- | ------------- | ------------- | ----------- | ------------- | --------------- | -------------- | ---------------- | ---------- |
| Température minimale moyenne (°C)     | 0,9             | 0,7           | 2,4          | 4           | 7,7           | 10,6          | 12,6          | 12,2        | 9,3           | 7,3             | 3,9            | 1,5              | 6,1        |
| Température moyenne (°C)              | 4               | 4,5           | 7,6          | 10,3        | 13,9          | 17            | 19,2          | 19          | 15,6          | 12              | 7,4            | 4,6              | 11,3       |
| Température maximale moyenne (°C)     | 7,1             | 8,4           | 12,7         | 16,5        | 20,1          | 23,3          | 25,9          | 25,8        | 21,8          | 16,7            | 10,9           | 7,6              | 16,4       |
| Record de froid (°C) date du record   | −15,5 07.01.09  | −15 07.02.12  | −12 13.03.13 | −9 08.04.03 | −3 05.05.1996 | 0 05.06.1991  | 3 19.07.1986  | 2 26.08.18  | −2 30.09.18   | −6,5 30.10.1985 | −11 24.11.1998 | −13,5 31.12.1996 | −15,5 2009 |
| Record de chaleur (°C) date du record | 17,5 05.01.1999 | 19 14.02.1998 | 25 25.03.03  | 30 20.04.18 | 33,5 28.05.17 | 36,2 25.06.20 | 41,3 25.07.19 | 41 12.08.03 | 35,8 15.09.20 | 29 01.10.11     | 23 07.11.15    | 17,5 17.12.15    | 41,3 2019  |
| Précipitations (mm)                   | 61,7            | 54,4          | 50,1         | 47,7        | 67,1          | 59,2          | 66,2          | 62,3        | 52,1          | 62,8            | 62,7           | 80,2             | 726,5      |

### Milieux naturels et biodiversité

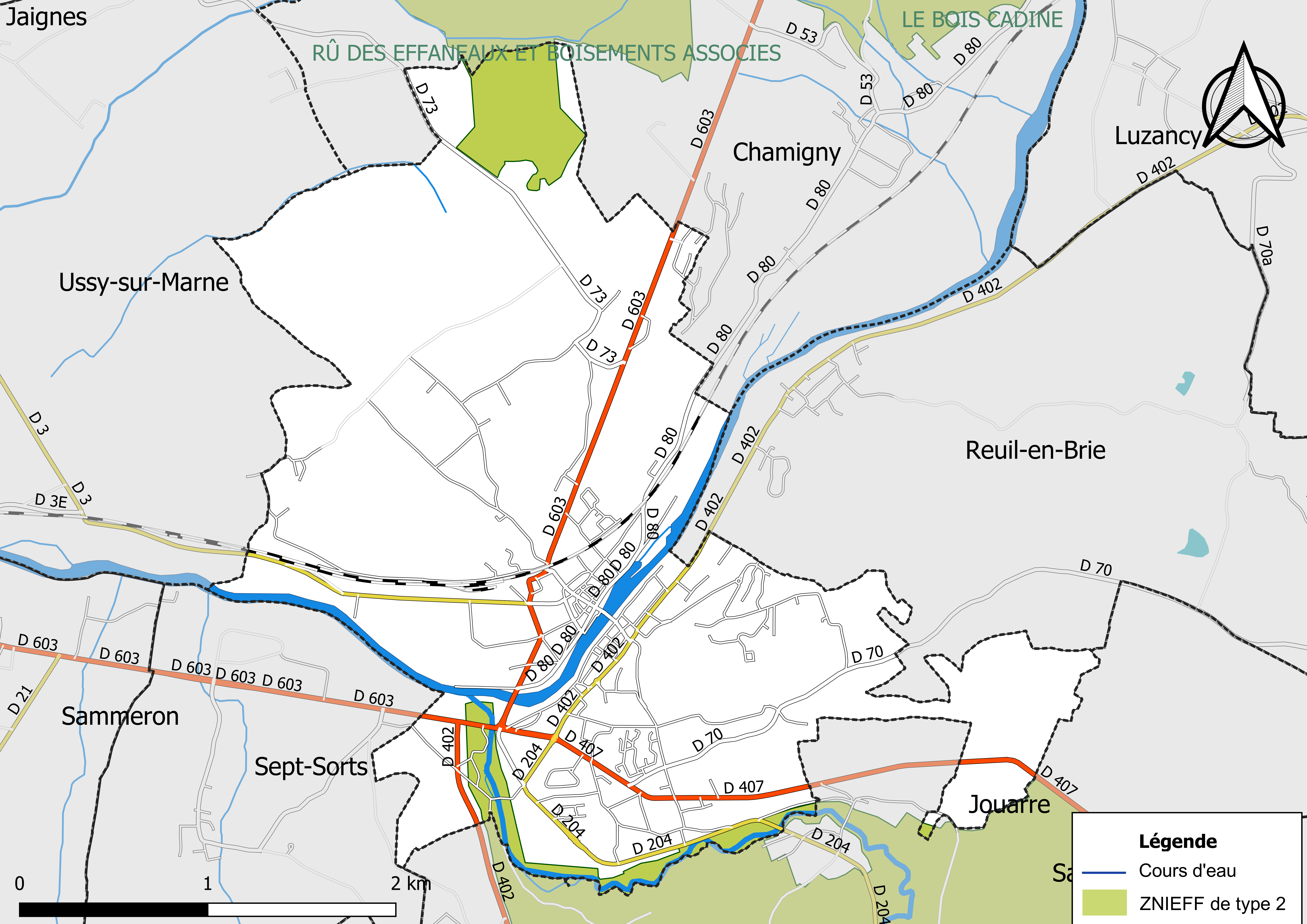
Carte des ZNIEFF de type 2 localisées sur la commune.

L’inventaire des zones naturelles d'intérêt écologique, faunistique et floristique (ZNIEFF) a pour objectif de réaliser une couverture des zones les plus intéressantes sur le plan écologique, essentiellement dans la perspective d’améliorer la connaissance du patrimoine naturel national et de fournir aux différents décideurs un outil d’aide à la prise en compte de l’environnement dans l’aménagement du territoire.
Le territoire communal de Ferté-sous-Jouarre comprend deux ZNIEFF de type 2,, : 
- les « Rû des Effaneaux et boisements associés » (393,21 ha), couvrant 5 communes dont 1 dans Paris et 4 en Seine-et-Marne[20] ;
- la « vallée du Petit Morin de Verdelot à la Ferte Sous-Jouarre » (4 988,89 ha), couvrant 15 communes du département[21].

## Urbanisme

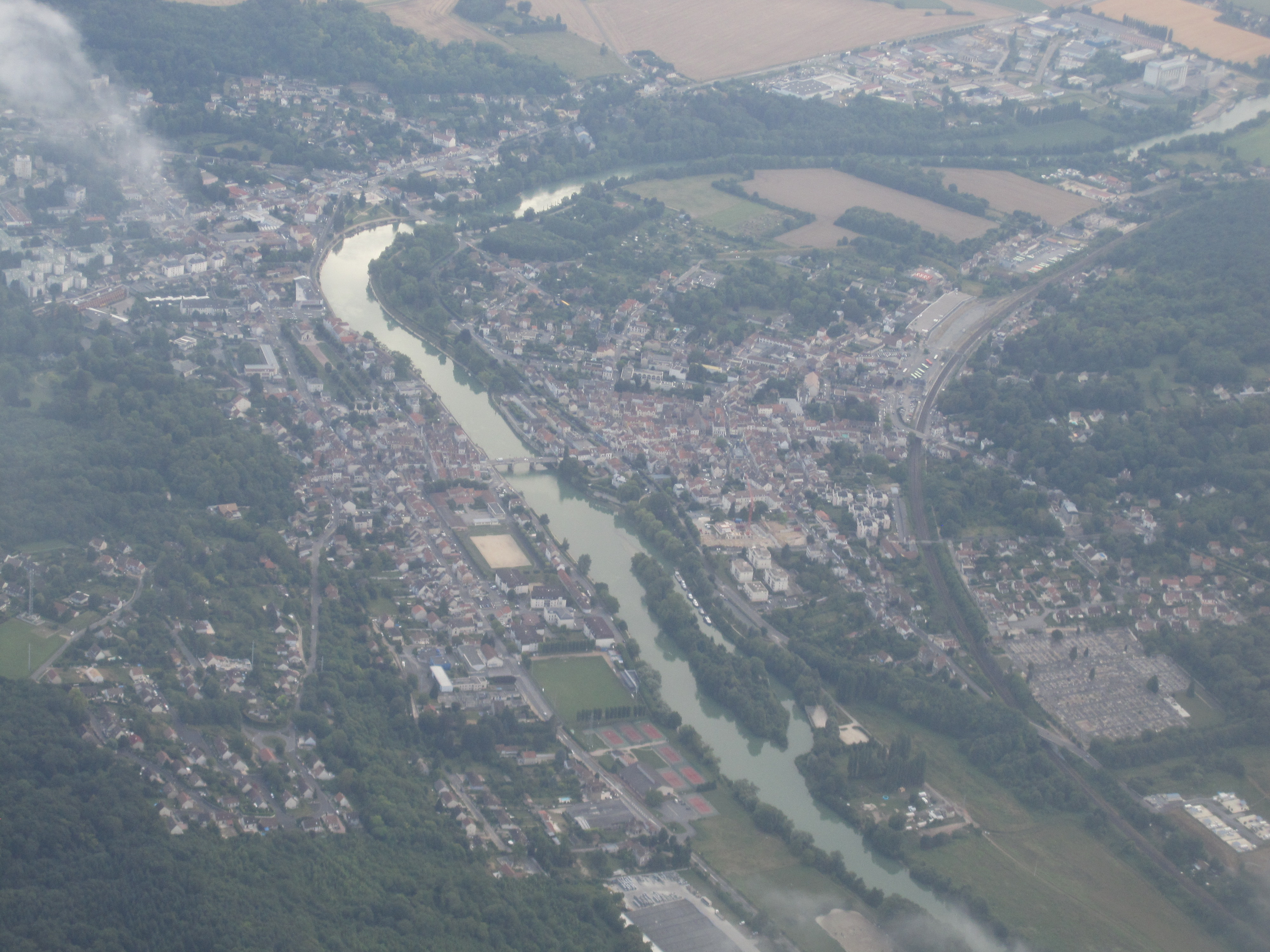
La Ferté-sous-Jouarre vue du ciel.

### Typologie
Au 1er janvier 2024, La Ferté-sous-Jouarre est catégorisée centre urbain intermédiaire, selon la nouvelle grille communale de densité à sept niveaux définie par l'Insee en 2022.
Elle appartient à l'unité urbaine de La Ferté-sous-Jouarre, une agglomération intra-départementale regroupant trois  communes, dont elle est ville-centre,,. Par ailleurs la commune fait partie de l'aire d'attraction de Paris, dont elle est une commune de la couronne,. Cette aire regroupe 1 929 communes,.

### Lieux-dits et écarts
La commune compte 124 lieux-dits administratifs répertoriés consultables ici dont Condetz, le Limon, Favières, Bécard, Morintru (partagé avec Ussy-sur-Marne), les Bondons, une petite partie de Courcelles-sous-Jouarre (hameau de Jouarre).

### Occupation des sols
L'occupation des sols de la commune, telle qu'elle ressort de la base de données européenne d’occupation biophysique des sols Corine Land Cover (CLC), est marquée par l'importance des territoires artificialisés (38,9 % en 2018), en augmentation par rapport à 1990 (37,5 %). La répartition détaillée en 2018 est la suivante : 
zones urbanisées (38,9% ), forêts (30,4% ), terres arables (27,1% ), zones agricoles hétérogènes (2,7% ), prairies (1 %).
Parallèlement, L'Institut Paris Région, agence d'urbanisme de la région Île-de-France, a mis en place un inventaire numérique de l'occupation du sol de l'Île-de-France, dénommé le MOS (Mode d'occupation du sol), actualisé régulièrement depuis sa première édition en 1982. Réalisé à partir de photos aériennes, le Mos distingue les espaces naturels, agricoles et forestiers mais aussi les espaces urbains (habitat, infrastructures, équipements, activités économiques, etc.) selon une classification pouvant aller jusqu'à 81 postes, différente de celle de Corine Land Cover,,. L'Institut met également à disposition des outils permettant de visualiser par photo aérienne l'évolution de l'occupation des sols de la commune entre 1949 et 2018.

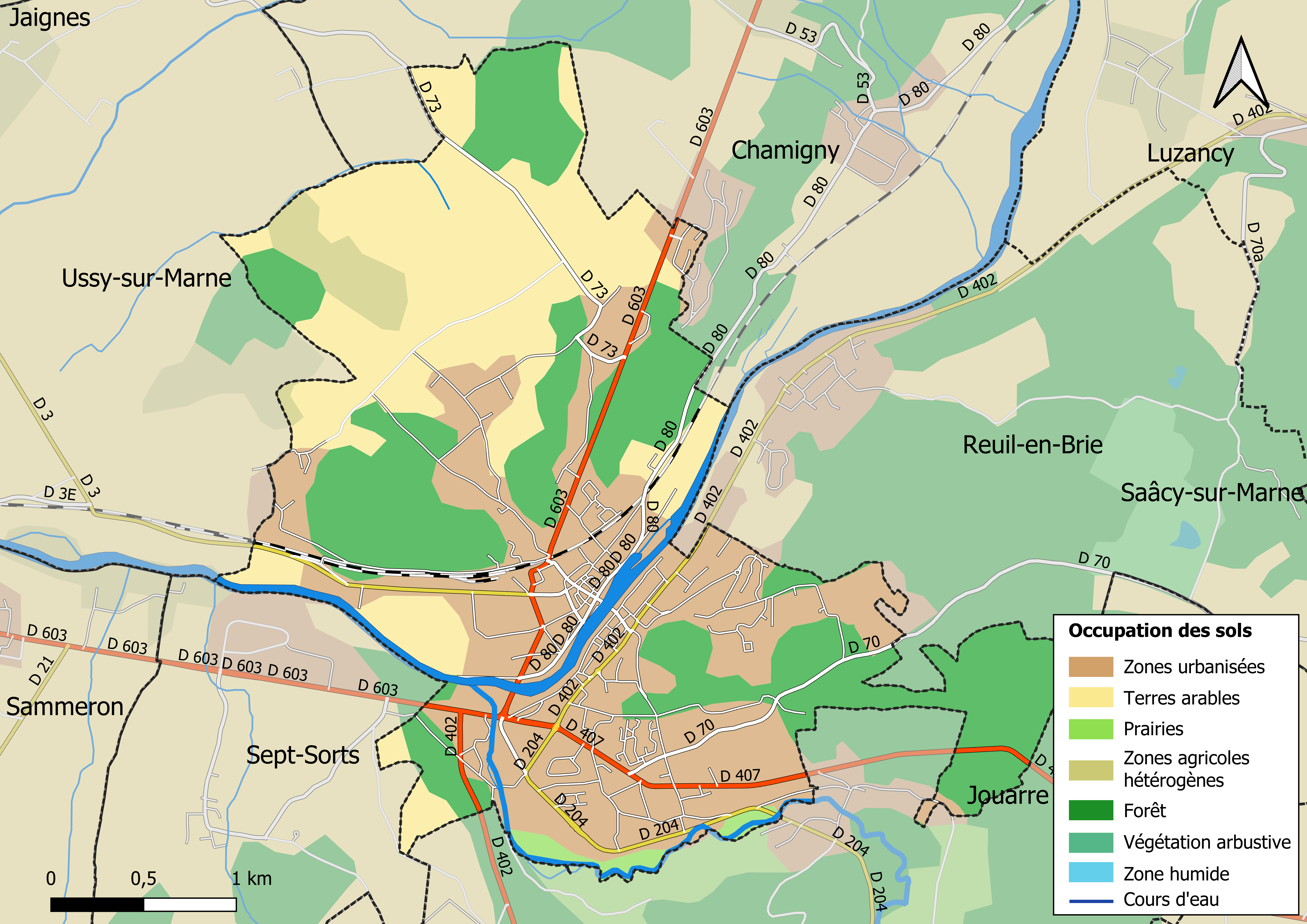
Carte des infrastructures et de l'occupation des sols en 2018 (CLC) de la commune.
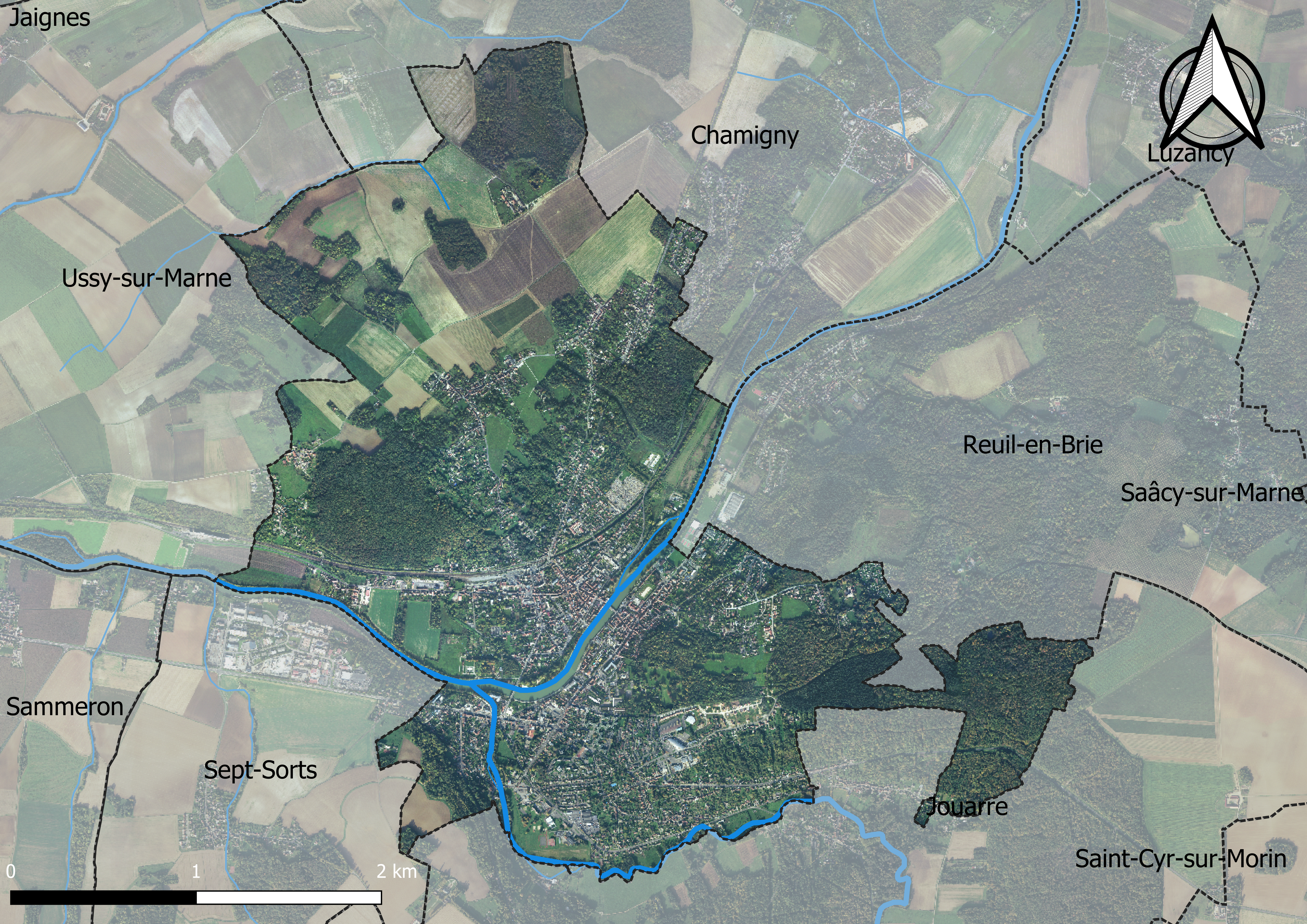
Carte orhophotogrammétrique de la commune.

### Habitat et logement
En 2018, le nombre total de logements dans la commune était de 4 992, alors qu'il était de 4 763 en 2013 et de 4 395 en 2008.
Parmi ces logements, 82,1 % étaient des résidences principales, 4,1 % des résidences secondaires et 13,8 % des logements vacants. Ces logements étaient pour 46,7 % d'entre eux des maisons individuelles et pour 50,2 % des appartements.
Le tableau ci-dessous présente la typologie des logements à La Ferté-sous-Jouarre en 2018 en comparaison avec celle de Seine-et-Marne et de la France entière. Une caractéristique marquante du parc de logements est ainsi une proportion de résidences secondaires et logements occasionnels (4,1 %) supérieure à celle du département (2,9 %) et à celle de la France entière (9,7 %). Concernant le statut d'occupation de ces logements, 49,3 % des habitants de la commune sont propriétaires de leur logement (49,7 % en 2013), contre 61,8 % pour la Seine-et-Marne et 57,5 pour la France entière.
| Typologie                                               | La Ferté-sous-Jouarre | Seine-et-Marne | France entière |
| ------------------------------------------------------- | --------------------- | -------------- | -------------- |
| Résidences principales (en %)                           | 82,1                  | 90,3           | 82,1           |
| Résidences secondaires et logements occasionnels (en %) | 4,1                   | 2,9            | 9,7            |
| Logements vacants (en %)                                | 13,8                  | 6,8            | 8,2            |

### Planification de l'aménagement
La commune disposait en 2019 d'un plan local d'urbanisme approuvé. Le zonage réglementaire et le règlement associé peuvent être consultés sur le Géoportail de l'urbanisme.

### Voies de communication et transports
La commune possède une gare en centre-ville (La Ferté-sous-Jouarre) desservie par la ligne P du Transilien sur l'axe Paris - Château-Thierry et par certains TER Grand-Est/Vallée de la Marne. En 2012, la gare était la troisième plus empruntée sur la branche nord de la ligne, après Paris-Est et Meaux. Sa fréquentation est en constante augmentation.
La gare SNCF de la ville concentre de nombreuses correspondances en bus qui traversent l'ensemble de ses quartiers et les villages alentour. Sa gare routière et ferroviaire (SNCF) et ses gares routières scolaires (La Rochefoucauld/Les Glacis/Beckett) font de la ville un pôle majeur de transport secondaire dans le département. En 2011, les lignes des 2 réseaux de bus recensaient près de 7 000 déplacements chaque jour, quant à la ligne P, près de 5 000 déplacements (montée/descente) par jour étaient comptabilisés sur cette gare.
La commune possède 13 lignes régulières, dont les lignes Express 62 et 67 du réseau de bus Brie et 2 Morin, auxquelles s'ajoutent également 3 lignes scolaires (31S, 34S, 56S) du même réseau. La commune est aussi desservie par une ligne du réseau de bus Meaux et Ourcq, la ligne 61.

## Toponymie
Après s'être appelée Firmitas Anculfi  elle prend le nom de Ferté-Ausculphe, puis Condé-la-Ferté, La Ferté-Ancoul ou  La Ferté-Aucoul voire Ferté-Aucol ou La Ferté-au-Col  avant de prendre en 1789 le nom de La Ferté-sur-Morin, La Ferté-sur-Marne et enfin La Ferté-sous-Jouarre,.
Le toponyme La Ferté est issu de l'ancien français ferté qui procède lui-même du latin firmitas / firmitate et qui signifie généralement « place forte » ou « château fort ».
La Ferté-sous-Jouarre a perdu le nom de son bâtisseur, un chef franc dénommé Anculfus. Les premières appellations de la ville font mention de ce fondateur : Ferté-Ausculphe, Ferté-Ancoul, Ferté-Aucoul et Ferté-Aucol.

## Histoire

### Moyen Âge
Au XIe siècle la plus grande partie de la ville se trouvait sur la rive gauche de la Marne et formait la paroisse Saint-Étienne-de-Condé et la partie sur la rive droite la paroisse Saint-Nicolas, qui était la chapelle d'origine du château.
Au début du XIIe siècle, il y avait à La Ferté un hôtel-Dieu dédié à saint Léonard et une léproserie qui était située hors de la ville.

### Temps modernes
Jusqu'au milieu du XVIe siècle, l'histoire de La Ferté ne présente aucun fait notable. À cette époque les protestants y étaient très nombreux et la ville  prit parti pour le prince de Condé qui était leur seigneur. En avril 1563, un synode fut tenu dans la ville, qui réunit 45 ministres de la religion réformée venus de la Champagne, de la Brie, de la Picardie, du Vexin français et de l'Île-de-France. En 1590, la ville est prise par les troupes catholiques de Charles duc de Mayenne, puis à la fin de cette même année, elle revient dans le giron protestant après qu'une rançon de 400 écus fut payée au capitaine commandant les troupes des ligueurs.

### Révolution française et Empire
Le 24 juin 1791, Louis XVI et sa famille revenant de Varennes s'arrêtèrent à La Ferté, alors à l'ouest de la province de Champagne.
Après la bataille de Saint-Dizier, durant la campagne de France, l'armée française en retraite  passe à La Ferté le 8 février 1814 et les Russes au nombre de 25 000 ou 30 000 y arrivent le lendemain. Ils quittent la ville le 12 pour Montmirail ou ils subissent une défaite. Le 15 février Napoléon est à La Ferté avec 20 000 hommes de sa garde et 4 000 prisonniers. Le 16 il y passe 50 000 Français puis la ville est calme jusqu'au 28 février où les Russes et les Prussiens venant de Château-Thierry envahissent de nouveau La Ferté et établissent un camp entre La Barre et Ussy. Le 2 mars, l'Empereur arrive sur les hauteurs de Venteuil et couche à Jouarre. Pendant ce temps les Alliés s'éloignent et l'armée Française prend sa place. Le 4 mars, Napoléon et son Etat-major traversent la ville et se dirigent sur Château-Thierry. Le 18 mars, 50 000 Français, en retraite, retraversent La Ferté devant l'ennemi, qui prend la ville et les faubourgs le 23 mars. De cette date jusqu'à l'abdication de Napoléon de nouvelles troupes ennemies passent continuellement et une partie de la ville est pillée.

### Époque contemporaine

#### Guerre de 1870
Lors de la guerre franco-allemande de 1870, une grande partie des armées allemandes, se dirigeant sur Paris, passent à La Ferté venant de Châlons et de Metz et la ville fut occupée militairement.

#### Première Guerre mondiale
La ville a été décorée de la Croix de guerre 1914-1918 le 19 novembre 1920.

#### Seconde Guerre mondiale
En 1938 et pendant la bataille de France de mai 1940, une partie importante du Grand quartier général de l'armée de terre est installée au château des Bondons (cabinets du général Alphonse Georges, adjoint du général Gamelin chargé du front du Nord-Est, et du major général, le général Bineau, aides-majors généraux, les 1er, 2e, 3e et 4e bureaux, les bureaux du courrier et du personnel, les troupes de garde, du train et des transmissions).

### L'industrie meulière
Capitale mondiale de la pierre meulière, La Ferté-sous-Jouarre est mondialement connue jusqu'au XIXe siècle grâce à la dureté exceptionnelle de la pierre extraite dans ses carrières, qui alimente les moulins du monde entier. Aujourd'hui encore, on retrouve des pierres à pain fertoises dans toute l'Europe mais aussi en Amérique… et jusqu'en Nouvelle-Zélande. Car le pain, nourriture essentielle de tous les temps, est composé de farine qui doit être broyée. Grâce à une très bonne qualité de pierre, La Ferté-sous-Jouarre développe un savoir-faire de réputation dans la meulerie.
Après la Révolution française, la libéralisation des terrains accentue l'essor de ce métier. On abandonne progressivement la fabrication de meules « monolithes », c'est-à-dire constituées d'un seul bloc de pierre, pour appliquer la technique de « meules à l'anglaise », constituées de plusieurs morceaux de choix de pierre, les « carreaux ». On extirpe ces pierres de toutes les collines environnantes de La Ferté-sous-Jouarre : Tarterel, le bois de la Barre… Cette industrialisation voit son apogée au XIXe siècle.
La Ferté-sous-Jouarre, à cette époque, compte 23 entreprises ; la production annuelle atteint 1000 à 1200 meules et 80 à 100 000 carreaux qui partent par bateau, puis par chemin de fer, dans le monde entier.[réf. nécessaire]
Les entreprises Gueuvin-Bouchon-Dupety-Orsel, Gilquin, Ladeuil, Roger, Fauqueux… ont beaucoup participé à la prospérité de la ville. Le grand service des arts industriels, offert en cadeau diplomatique au prince autrichien Klemens de Metternich en 1836, inclut une assiette peinte par Jean-Charles Develly représentant l'« Exploiton de la Meulière à la Ferté sous Jouarre (Travaux d'Extraction) ».
Vers 1860, de grands moulins industriels apparaissent et utilisent un nouveau système de mouture. De nombreuses petites minoteries, victimes de cette concurrence, ferment progressivement. Le commerce des meules de pierre s'effondre lentement.[réf. nécessaire]
En 1881, de cette crise naît la Société Générale Meulière, fusion de 9 sociétés fertoises, qui n'arrête pas le déclin. Les ouvriers meuliers épuisés par un travail très laborieux (l'espérance de vie ne dépassant pas 45 ans) lancent une longue grève en 1910 ; puis en 1914 commence la Première Guerre mondiale qui achève la chute de cette industrie.[réf. nécessaire]
Depuis 2003, le conseil général de Seine-et-Marne et la municipalité de La Ferté-sous-Jouarre ont ouvert au public l'« espace naturel sensible du bois de la Barre » qui offre un parcours pédagogique pour découvrir la faune, la flore et bien sûr le travail réalisé sur cette pierre extraite de cette terre.[réf. nécessaire]
Plusieurs rues dans la ville rappellent cette industrie : rue du Port-aux-Meules, rue des Carreaux, rue des Carriers, rue des Meulières, rue des Rayonneurs, etc.

## Politique et administration

### Rattachements administratifs et électoraux
La commune se trouve  dans l'arrondissement de Meaux du département de Seine-et-Marne. Pour l'élection des députés, elle fait partie depuis 1988 de la cinquième circonscription de Seine-et-Marne.
Elle était depuis 1793 le chef-lieu du canton de La Ferté-sous-Jouarre. Dans le cadre du redécoupage cantonal de 2014 en France, La Ferté-sous-Jouarre devient le bureau centralisateur de ce canton, qui est modifié, passant de 19 à 47 communes.

### Intercommunalité
La ville était le siège du district rural de la Ferté-Sous-Jouarre créé en 1970 et qui regroupait alors 18 communes. Fin 2001, ce district se transforme et dévient la communauté de communes du Pays fertois.
En 2017, la nouvelle   la communauté de communes du Pays de Coulommiers (résultant de la fusion, la 1er janvier 2017, de la première communauté de communes du Pays de Coulommiers et de la communauté de communes de la Brie des moulins) envisage sa fusion avec la communauté de communes du Pays fertois  afin d'augmenter les ressources de cette nouvelle structure, devenue une communauté d'agglomération et bénéficiant à ce titre de dotations plus élevées de l'État, tout en ayant une possibilité de négociation plus équilibrée avec Val d'Europe Agglomération et la communauté d'agglomération du pays de Meaux,.
La commission départementale de coopération intercommunale (CDCI) du 25 septembre 2017, après avoir recueilli celui des conseils municipaux, donne un avis favorable à cette fusion, qui est entérinée par le préfet en décembre, permettant ainsi la création de la communauté d'agglomération Coulommiers Pays de Brie le 1er janvier 2018, regroupant 43 communes (dont La ferté[Quoi ?]-sous-Jouarre) et 75 900 habitants.

### Tendances politiques et résultats
Au second tour des élections municipales de 2014 en Seine-et-Marne, la liste DVD menée par le maire sortant Ugo Pezzetta  obtient la majorité absolue des suffrages exprimés, avec 1 684 voix (53,63 %, 23 conseillers municipaux élus dont 11 communautaires), devançant largement les listes menées respectivement par :  

- Nathalie Pierre (PS-PCF-EELV (1 120 voix, 35,66 %, 5 conseillers municipaux élus dont 2 communautaires) ;

- Joëlle Charlier (DVD, 336 voix, 10,70 %, 1 conseiller municipal élu).

Lors de ce scrutin, 44,87 % des électeurs se sont abstenus.
Au premier tour des élections municipales de 2020 en Seine-et-Marne, la liste DVD (LR, UDI) menée par le maire sortant Ugo Pezzetta obtient la majorité absolue des suffrages exprimés avec 1 624 voix (75,95 %, 26 conseillers municipaux élus dont 7 communautaires), devançant très largement  celle menée par Fathi Ben Farah (DVG, 514 voix, 24,04 %, 3 conseillers municipaux élus dont  	1 communautaire).
Lors de ce scrutin marqué par la pandémie de Covid-19 en France, 62,01 % des électeurs se sont abstenus.

### Politique de développement durable
La commune a engagé une politique de développement durable en lançant une démarche d'Agenda 21 en 2010.

### Jumelages
La Ferté-sous-Jouarre est jumelée avec la ville allemande de Zuffenhausen (Bade-Wurtemberg). Les prémices remontent à 1963, mais le comité de jumelage a été officiellement créé en 1976.
En 1960, une délégation de la section de La Ferté-sous-Jouarre des anciens combattants prisonniers de guerre est présente à Munich (Bavière) au congrès de la Confédération internationale des anciens prisonniers de guerre créée en 1946. Lors de ce congrès, des amitiés se lient entre les représentants fertois et les anciens prisonniers de guerre allemands de Zuffenhausen, un faubourg de Stuttgart.

## Équipements et services

### Eau et assainissement
L’organisation de la distribution de l’eau potable, de la collecte et du traitement des eaux usées et pluviales relève des communes. La loi NOTRe de 2015 a accru le rôle des EPCI à fiscalité propre en leur transférant cette compétence. Ce transfert devait en principe être effectif au 1er janvier 2020, mais la loi Ferrand-Fesneau du 3 août 2018 a introduit la possibilité d’un report de ce transfert au 1er janvier 2026,.

#### Assainissement des eaux usées
En 2020, la gestion du service d'assainissement collectif de la commune de La Ferté-sous-Jouarre est assurée par la communauté d'agglomération Coulommiers Pays de Brie (CACPB) pour la collecte, le transport et la dépollution. Ce service est géré en délégation par une entreprise privée, dont le contrat arrive à échéance le 31 décembre 2025,,.
L’assainissement non collectif (ANC) désigne les installations individuelles de traitement des eaux domestiques qui ne sont pas desservies par un réseau public de collecte des eaux usées et qui doivent en conséquence traiter elles-mêmes leurs eaux usées avant de les rejeter dans le milieu naturel. La communauté d'agglomération Coulommiers Pays de Brie (CACPB) assure pour le compte de la commune le service public d'assainissement non collectif (SPANC), qui a pour mission de vérifier la bonne exécution des travaux de réalisation et de réhabilitation, ainsi que le bon fonctionnement et l’entretien des installations,.

#### Eau potable
En 2020, l'alimentation en eau potable est assurée par la communauté d'agglomération Coulommiers Pays de Brie (CACPB) qui en a délégué la gestion à la SAUR, dont le contrat expire le 31 décembre 2025,.

### Enseignement
La ville dépend de l'académie de Créteil et de la zone C pour les congés scolaires et dispose 14 établissements allant de la petite enfance à la terminale.

#### Petite enfance
La maison de la petite enfance fait office de crèche.

#### Écoles primaires et élémentaires
En tout, 4 écoles maternelles (dont 1 privée)[Quand ?] accueillent les plus jeunes de la petite section au CM2.
• Maternelles
- Docteur-Brau (centre-ville)
- Les Petits Meuliers (Pâtis)
- Le Petit Prince (le Limon)
- privée Sainte-Céline (centre-ville).
• Primaires
- Duburcq (Faubourg)
- Le Patis (Patis)
- Michel-Fauvet (Le Limon)
- Privée Sainte-Céline (centre-ville).

#### Enseignement secondaire
La commune dispose de trois collèges, dont un privé et de deux lycées dont un privé[Quand ?], qui accueillent l'ensemble des élèves de la commune ainsi que celles des 18 autres communes de la communauté de communes du Pays fertois et quelques élèves des communes de Lizy-sur-Ourcq, Meaux et des communes nord de la communauté de communes de la Brie des Morin pour les lycées.
Toutefois de nombreux élèves de la commune et de celles du canton se dirigent vers les établissements secondaires de Meaux et Coulommiers qui offrent des formations plus variées.
• Collèges :  
- La Rochefoucauld (756 élèves). Établissement le plus important de la ville en termes de capacité.
- Privé Sainte-Céline (485 élèves).
- Les Glacis (471 élèves).
• Lycées :
- Samuel-Beckett (484 élèves).
- Privé Sainte-Céline (255 élèves).

#### Enseignement Supérieur
L'université Paris-Est Marne-la-Vallée fait office d'université de secteur. Basée sur la Cité Descartes à Champs-sur-Marne elle est la plus proche de la ville.
La plupart des bacheliers se destinent également vers les établissements de Paris pour les écoles et les universités et dans les lycées de Meaux pour les classes préparatoires, IUT, et BTS.
Le lycée public Samuel Beckett accueille depuis 2016 une section BTS comptabilité-gestion en apprentissage.

### Équipements sportifs
La commune possède plusieurs structures sportives : 4 gymnases (dont celui des Picherettes, aux normes HQE avec tribune de 500 places et mur d'escalade), 2 stades, 1 complexe sportif, une piscine intercommunale, un centre équestre, des courts de tennis..

## Population et société

### Démographie
L'évolution du nombre d'habitants est connue à travers les recensements de la population effectués dans la commune depuis 1793. Pour les communes de moins de 10 000 habitants, une enquête de recensement portant sur toute la population est réalisée tous les cinq ans, les populations de référence des années intermédiaires étant quant à elles estimées par interpolation ou extrapolation. Pour la commune, le premier recensement exhaustif entrant dans le cadre du nouveau dispositif a été réalisé en 2008.

En 2022, la commune comptait 10 004 habitants, en évolution de +3,66 % par rapport à 2016 (Seine-et-Marne : +3,92 %, France hors Mayotte : +2,11 %).
| 1793  | 1800  | 1806  | 1821  | 1831  | 1836  | 1841  | 1846  | 1851  |
| ----- | ----- | ----- | ----- | ----- | ----- | ----- | ----- | ----- |
| 3 648 | 3 676 | 3 615 | 3 535 | 3 927 | 3 907 | 4 105 | 4 389 | 4 189 |

| 1856  | 1861  | 1866  | 1872  | 1876  | 1881  | 1886  | 1891  | 1896  |
| ----- | ----- | ----- | ----- | ----- | ----- | ----- | ----- | ----- |
| 4 264 | 4 482 | 4 804 | 4 499 | 4 771 | 4 859 | 4 649 | 4 670 | 4 777 |

| 1901  | 1906  | 1911  | 1921  | 1926  | 1931  | 1936  | 1946  | 1954  |
| ----- | ----- | ----- | ----- | ----- | ----- | ----- | ----- | ----- |
| 4 822 | 4 841 | 4 942 | 4 545 | 4 710 | 4 626 | 4 726 | 4 869 | 5 015 |

| 1962  | 1968  | 1975  | 1982  | 1990  | 1999  | 2006  | 2008  | 2013  |
| ----- | ----- | ----- | ----- | ----- | ----- | ----- | ----- | ----- |
| 5 488 | 6 277 | 6 872 | 7 007 | 8 236 | 8 584 | 8 932 | 9 032 | 9 504 |

| 2018  | 2022   | - | - | - | - | - | - | - |
| ----- | ------ | - | - | - | - | - | - | - |
| 9 586 | 10 004 | - | - | - | - | - | - | - |

### Manifestations culturelles et festivités
- Course des Meulières : organisée par l'association Sports et Loisirs Pour Tous, en partenariat avec la municipalité (en mars).
- Journée BD/Manga à la médiathèque Samuel-Beckett (en avril).
- Rendez-vous des Auteurs, en septembre.
- Les dimanches au kiosque : concerts gratuits au kiosque à musique (en juin).
- Quai des artistes : marché d'art de professionnels et d'amateurs, deuxième week-end de septembre.
- Festival des Mains Bleues : spectacles des arts de la rue ayant lieu lors des Journées européennes du Patrimoine (3e week-end de septembre). 5e édition le 14 septembre 2013.
- Festival des Belles Histoires[71] : manifestation culturelle dans les communes du canton. Au mois d'octobre.
- Festival Ferté Jazz[72] : festival de jazz. 11ème édition - du 24 au 26 juin 2022.
- La Ferté-sous-Polar : à l'automne, la médiathèque Samuel-Beckett reçoit des écrivains, illustrateurs autour de séances de dédicaces, expositions, conférences et tables rondes autour des littératures policières.
- Les expositions du Centre d'Art de l'ancienne synagogue.
- Libération de La Ferté-sous-Jouarre : reconstitution militaire de la Seconde Guerre mondiale, avec camp US, français, anglais, allemands, exposition de véhicules d'époques et défilé. Organisé le weekend du 27 août ou 1er weekend de septembre.

## Économie
La Ferté-sous-Jouarre appartient à La communauté d'agglomération Coulommiers Pays de Brie.
Par la loi de juillet 1999, l'État transfère aux communautés de communes des compétences obligatoires dont le développement économique. Il s'agit notamment de l'aménagement, l'entretien et la gestion de toutes les zones d'activités futures (industrielles, commerciales, tertiaires, artisanale ou touristique) et d'actions de développement économique concernant au moins un tiers des communes.
Le développement économique de la Ville n'incombe donc qu'en partie à la mairie. Pour autant, la Ville mène des actions pour soutenir le commerce local, mais aussi pour maintenir des entreprises sur son territoire.

### Entreprises et commerces
En 2015, le nombre d’établissements actifs était de 755 dont 7 dans l’agriculture-sylviculture-pêche, 31 dans l’industrie, 77 dans la construction, 506 dans le commerce-transports-services divers et 134  étaient relatifs au secteur administratif.
Ces établissements ont pourvu 1 954 postes salariés.
Le commerce en centre-ville participe à l'animation de la vie locale et apporte des services indéniables aux habitants tout en favorisant les circuits courts de consommation.
La Ferté-sous-Jouarre compte 120 activités[Quand ?] : 40 %  non alimentaire (commerce d'habillement, parfumerie, journaux, photos, décoration…) 27 % de services aux particuliers (cafés, restaurants, salon de coiffure, blanchisserie), 17 % à dominante alimentaire (boulangerie, alimentation générale, détail fruits et légumes…) et 16 % pour les autres activités (agences immobilière, banques, assurances).
En plus de ses activités commerciales sédentaires, la ville compte trois marchés d'approvisionnement par semaine : les mardi et vendredi sur le boulevard Turenne et le dimanche sur la place de l'Hôtel-de-Ville.

### Emploi
En 2016, le nombre total d'emplois dans la zone était de 2 637, occupant 3 907 actifs résidants.
Le taux d'activité de la population (actifs ayant un emploi) âgée de 15 à 64 ans s'élevait à 64,3 % contre un taux de chômage de 11,8 %. Les inactifs se répartissent de la façon suivante : 8,9 % d’étudiants et stagiaires non rémunérés, 5,1 % de retraités ou préretraités et 9,9 % pour les autres inactifs.

### Revenus de la population et fiscalité
Le nombre de ménages fiscaux en 2016 était de 4 045 (dont 51 % imposés) représentant 9 383 personnes et la  médiane du revenu disponible par unité de consommation  de 19 403 €.

### Secteurs d'activité

#### Agriculture
La Ferté-sous-Jouarre est dans la petite région agricole dénommée les « Vallées de la Marne et du Morin », couvrant les vallées des deux rivières, en limite de la Brie. En 2010, l'orientation technico-économique de l'agriculture sur la commune est la culture de céréales et d'oléoprotéagineux (COP).
Si la productivité agricole de la Seine-et-Marne se situe dans le peloton de tête des départements français, le département enregistre un double phénomène de disparition des terres cultivables (près de 2 000 ha par an dans les années 1980, moins dans les années 2000) et de réduction d'environ 30 % du nombre d'agriculteurs dans les années 2010. Cette tendance se retrouve au niveau de la commune où le nombre d’exploitations est passé de 8 en 1988 à 3 en 2010. Parallèlement, la taille de ces exploitations augmente, passant de 60 ha en 1988 à 85 ha en 2010.
Le tableau ci-dessous présente les principales caractéristiques des exploitations agricoles de Ferté-sous-Jouarre, observées sur une période de 22 ans : 
|                                      | 1988 | 2000 | 2010 |
| ------------------------------------ | ---- | ---- | ---- |
| Dimension économique,                |      |      |      |
| Nombre d’exploitations (u)           | 8    | 4    | 3    |
| Travail (UTA)                        | 12   | 5    | 2    |
| Surface agricole utilisée (ha)       | 479  | 274  | 256  |
| Cultures                             |      |      |      |
| Terres labourables (ha)              | 430  | s    | s    |
| Céréales (ha)                        | 291  | s    | s    |
| dont blé tendre (ha)                 | 191  | s    | s    |
| dont maïs-grain et maïs-semence (ha) | s    | s    | s    |
| Tournesol (ha)                       | s    |      | s    |
| Colza et navette (ha)                | 39   | s    | s    |
| Élevage                              |      |      |      |
| Cheptel (UGBTA)                      | 81   | 54   | 1    |

## Culture locale et patrimoine

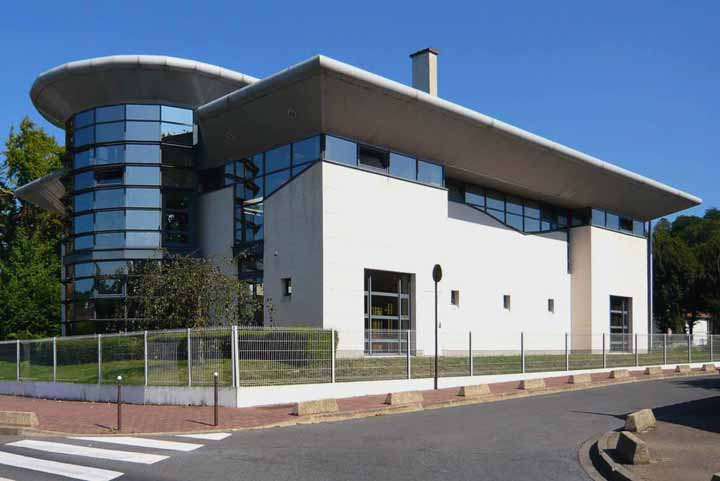
Médiathèque Samuel-Beckett.

- Le centre d'art contemporain situé dans l'ancienne synagogue accueille des expositions temporaires chaque année et abrite, au premier étage, le musée André-Planson, peintre fertois.
- La médiathèque Samuel-Beckett propose le prêt de livres, DVD, revues et CD. De nombreux événements autour du livre sont organisés chaque année : le salon du roman policier La Ferté-sous-Polar, la Journée de la BD et du Manga, l'heure du conte ou le Café littéraire
- L'office de tourisme municipal accueille les touristes tout au long de l'année et propose des circuits et visites commentées.

### Lieux et monuments
- L'hôtel de ville est un des bâtiments les plus remarquables de La Ferté-sous-Jouarre.
D'architecture néo-gothique, sa construction date de 1885. Il fut érigé à la place du « Grand Dauphin Couronné », auberge du XVIe siècle, transformée en mairie en 1762 sous l'égide de Simon Gueuvin, alors maire de la ville et meulier.
Un programme de concours architectural fut élaboré. Il prévoyait chaque détail de la construction, depuis les matériaux (dont naturellement la pierre meulière pour les fondations) jusqu'aux poignées des fenêtres. Ainsi était-il précisé que les briques plates devaient provenir de la région de Reuil-en-Brie.
Treize candidats présentèrent leurs projets. C'est celui de l'architecte Paul Héneux qui fut retenu. Pour la réalisation du projet, il s'entoura des meilleurs artistes de l'époque : Bourgeois, Glaize, Deshayes, Desbois…
Aujourd'hui, le bâtiment qui s'élève au cœur de la ville tient lieu de lien historique entre le patrimoine d'antan qui n'a pas résisté aux guerres successives et aux bouleversements des modes de vie, et le patrimoine contemporain propre au paisible de l'âme fertoise pour celui qui sait flâner.
- Ancien château de La Ferté-sous-Jouarre : 
L'ancien château a été démoli dans les années 1860 car considéré trop vétuste pour pouvoir être restauré. Le château avait été construit dans les premières années du règne de Louis XIII[77].
- Église Saint-Étienne-Saint-Denis : (XVe – XVIIe siècles) : 
Jusqu'à la fin du XIVe siècle, il y a deux églises paroissiales catholiques à La Ferté : celle située à Condetz et Saint-Nicolas.
L'église Saint-Denis était tout d'abord une petite chapelle successivement agrandie. L'église de Condetz fut construite entre le IXe et le Xe siècle, en remplacement de la chapelle Saint-Martin. Elle fut érigée par les moines de Reuil qui, depuis l'époque de leur fondation, veillaient aux intérêts religieux des habitants. Elle était située à 500 ou 600 mètres de la chapelle Saint-Martin, au bord de la Marne. L'église Saint-Étienne de Condetz, se trouvant de l'autre côté de la rivière était excentrée par rapport au château. La célébration des offices s'en trouvait souvent compromise. 
Au début du XVe siècle, un mouvement de population, en grande partie dû aux diverses invasions, puis à la guerre contre les Anglais, poussa les habitants à chercher aide et protection à l'intérieur de la forteresse.
Les habitants choisirent comme « chapelle de secours » le beffroi ou tour du Guet. Elle fut agrandie peu à peu aux frais des paroissiens. C'est un peu plus tard que l'on construisit les dernières travées englobant la tour.
L'église Saint-Denis fut érigée entre 1620 et 1625. D'après le journal de l'abbé Duchêne, malgré son mauvais état, l'église Saint-Étienne faisait toujours office de paroisse jusqu'en 1637. Son usage étant moins fréquent, on abandonna l'idée de la réparer et les dégradations devinrent irréparables. 
En 1750, lors d'une assemblée de la ville et de la paroisse, qui eut lieu à l'hôtel de ville, il fut décidé que les matériaux de la démolition de Saint-Étienne serviraient à la restauration de Saint-Denis.
D'après les bulletins paroissiaux les plus anciens, en 1580, l'église de Saint-Denis avait déjà pris le double vocable Saint-Étienne-Saint-Denis. Les deux églises servent simultanément jusqu'en 1624. La forme de la tour de l'église actuelle date de sa reconstruction en 1750, elle possédait un carillon. 
Les orgues furent achevés le 29 octobre 1628, le maréchal de La Force, seigneur de la ville à cette époque, vint entendre les premiers tuyaux.
- Ancienne synagogue (rachetée par la commune) transformée en centre d'art (28, bd Turenne).
Inspirée d'un style romano-byzantin, la synagogue de La Ferté-sous-Jouarre fut construite en 1890 sur les plans de l'architecte Edmond Fauvet et réalisée par l'entrepreneur Eugène Picard. Nathan Levy en fut le premier rabbin et conduit la cérémonie religieuse de l'inauguration du bâtiment le 21 septembre 1891 en présence du grand rabbin de France Zadoc Kahn et du maire de la ville.
Après une lente migration des israélites de l'est de la France à la suite de l'annexion par l'Allemagne de l'Alsace et d'une partie de la Lorraine, la communauté israélite de La Ferté-sous-Jouarre augmente de façon significative dans les années 1860. Un lieu de culte s'improvise dans un bâtiment de la rue Saint-Nicolas. Nathan Levy, un jeune rabbin de 25 ans, est nommé à demeure de 1871 jusqu'à la fin de sa vie, en 1911. La naissance officielle de la communauté est reconnue en 1867. La population juive est alors composée de marchands de bestiaux, de forains, bouchers, commerçants en tissus, chaussures, habillement et confection, et de six rentiers. Elle évoluera ensuite vers les professions libérales, médecins et notaires. Le sculpteur et photographe Samuel Adam-Salomon (1818-1881) est d’ailleurs né à La Ferté-sous-Jouarre.
La maison de la rue Saint-Nicolas est bientôt trop exiguë. Des subventions sont lancées pour construire une synagogue. Celle-ci ouvrira ses portes pour la première fois en 1891. La communauté comprend alors environ 30 familles résidant sur le canton de La Ferté, soit 15 Israëlites, tous de culture ashkénaze.
Les années 1880-1900 marquent l’apogée de cette communauté. Elle diminue plus tard, attirée par la capitale ou des villes plus grands comme Meaux ou Château-Thierry.
En 1940, à la veille de la Shoah, la population israélite sur le canton est inférieure à une centaine de personnes. La rafle du 22 octobre 1943 a conduit l’arrestation à La Ferté de 14 personnes âgées, dont 10 seront déportées et gazées à Auschwitz. Les 4 autres seront prisonniers à Drancy puis libérés en août 1944. Après les accords d’Evian en juillet 1962, quelques familles de séfarades d’Afrique du Nord s’installent à La Ferté-sous-Jouarre.
Rapidement, ils deviennent plus nombreux que les ashkénazes, mais ne fréquentent pas la synagogue de la ville, préférant les offices séfarades de la communauté de Meaux. Bientôt, il n’y a plus, à La Ferté, de communauté juive organisée. La synagogue remplit son office jusqu’à l’exode de 1940.
Après la guerre, alors que les ouvertures de la synagogue sont très rares, des travaux d’entretien urgents sont nécessaires. La décision est prise en 1973 de vendre l’édifice à la ville. La municipalité d’alors projette d'y ouvrir une bibliothèque.
Depuis 2001, elle abrite des expositions temporaires d’art contemporain au rez-de-chaussée.
- Ancien cimetière israélite du XIXe siècle (rue de Chamigny).
- Musée André-Planson : 
Le peintre André Planson (1898-1981) est né à La Ferté-sous-Jouarre. Il a été associé à l’école de Paris avec les peintres de la réalité poétique. Les paysages de la vallée lui ont inspiré nombre de toiles colorées et dynamiques. L’épanouissement de son talent nous est révélé dans une série d’aquarelles où l’artiste a saisi la transparence de la lumière et la grâce du rythme de ce coin d’Île-de-France.
À la Ferté-sous-Jouarre en Seine-et-Marne, vous pouvez visiter le musée André-Planson, situé boulevard de Turenne, au 1er étage du centre d'art de l'Ancienne-Synagogue.
une plaque commémorative apparaît sur le mur de sa maison natale au 11 du quai portant son nom. Sa maison et son atelier se trouvent à quelques mètres, toujours sur ce même quai.
- Le kiosque à musique (Pâtis de Condé)
C'est bien sûr en fanfare que fut inauguré le kiosque à musique, situé sur le Pâtis de Condé, face au théâtre municipal, le 3 mai 1903. Le 9 avril 1893, Auguste Alfred Cocu à la veille d'un voyage, rédige son testament. Plusieurs années se sont écoulées et monsieur Cocu meurt à 50 ans, en janvier 1900 sans laisser d'enfant. Les héritiers découvrent alors qu'il a fait don à la ville de la Ferté-sous-Jouarre d'une somme de 10 000 F pour y construire un kiosque à musique sur le Pâtis de Condé. Après avoir connu des heures musicales à l'ombre des arbres de la place, la présence d'orchestres sur le kiosque a progressivement diminué pour disparaître complètement. En 2009, le kiosque à musique a été entièrement rénové. Aujourd'hui, aux sons de nouveaux rythmes, « La Fête de la Musique » et quelques autres fêtes ponctuelles lui font revivre des heures festives.
- Le théâtre municipal (Pâtis de Condé) :
Tout en pierre meulière, il fut construit en 1892 sur le Pâtis de Condé et inauguré en 1896. On le baptise théâtre « Eldorado ». Au début du XXe siècle, les représentations furent données par des troupes de passages. En 1914, la bataille de la Marne le transforme en hôpital, celui de la rue de Chamigny, dirigé par le docteur Bar et secondé par le docteur Helmann, étant submergé de blessés. Il devient ensuite le lieu ou l'on peut assister aux concerts, pièces de théâtre, harmonie et réunions associatives et politiques, salle incontournable de la vie fertoise.

### Lieu de mémoire de la Grande Guerre
- Mémorial britannique de La Ferté-sous-Jouarre : 
Inauguré le 4 novembre 1928 à la mémoire de 3 888 soldats du corps expéditionnaire britannique disparus sans tombe connue entre août et octobre 1914, en particulier durant la première bataille de la Marne.
Le 5 septembre 1914, près d’un million de soldats français et leurs alliés britanniques, combattants vaincus des batailles meurtrières aux frontières, harassés par une retraite épuisante, font résolument volte-face et reprennent l’offensive. Ce sera la première bataille de la Marne, une victoire au prix de sept jours de combats acharnés sur une ligne de front de plus de 200 kilomètres, brisant la ruée allemande, protégeant Paris et sauvant la France de l’invasion. La Ferté-sous-Jouarre fut un des théâtres de ces combats.

- Monument au Royal Engeneers de la 4e division britannique : 
en fait un monument sur chacune des rives de la Marne avec cette inscription en anglais et en français :

« En cet endroit un pont flottant fut construit sous le feu par le Royal Engineers de la 4e division pour le passage de l'aile gauche du corps expéditionnaire britannique après la bataille de la Marne une partie de la division avait déjà traversé par bateaux au barrage près de Luzancy et en aval des ponts détruits. »
- Passage du sentier de grande randonnée GR 11.

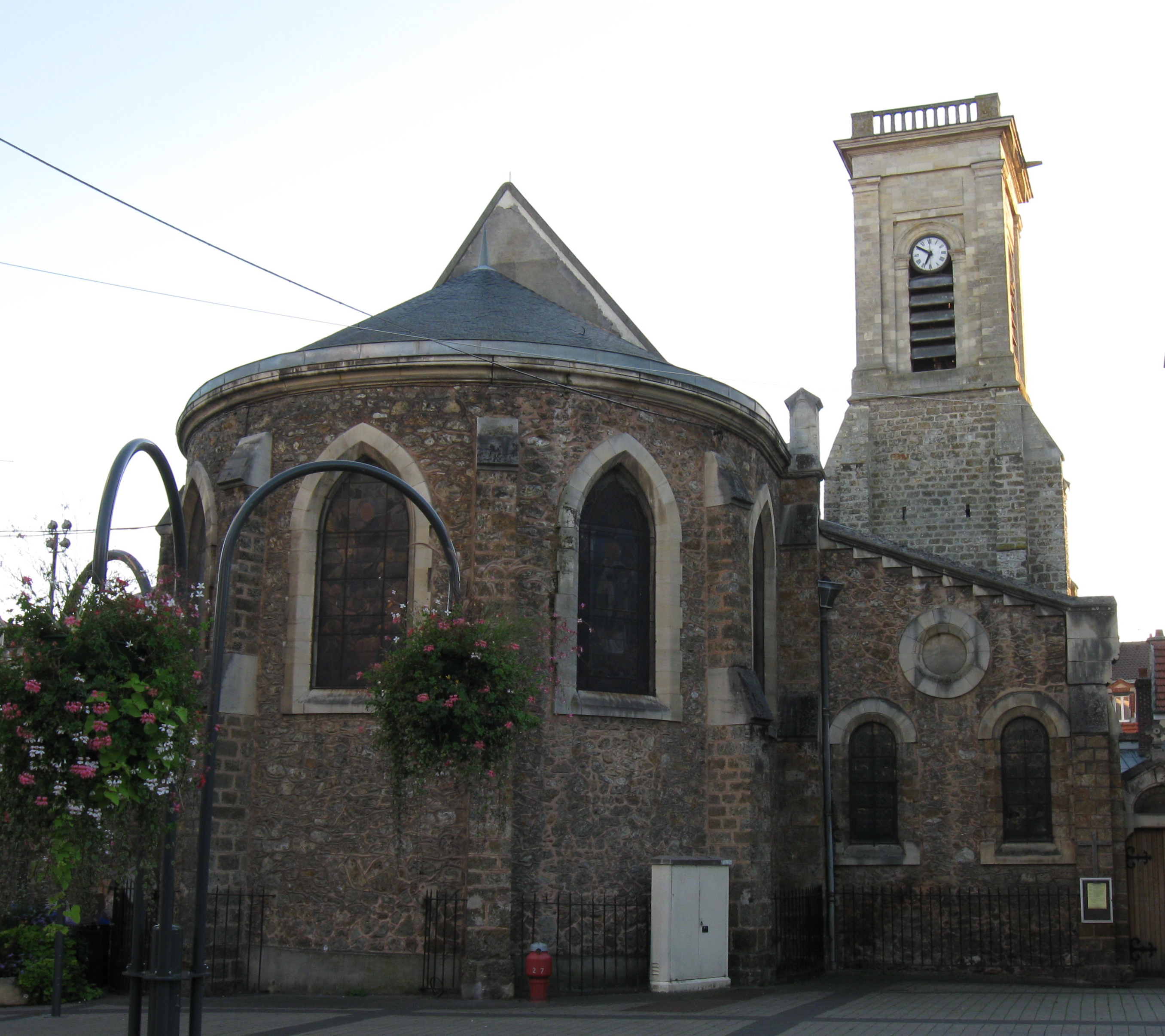
Église Saint-Étienne-Saint-Denis.
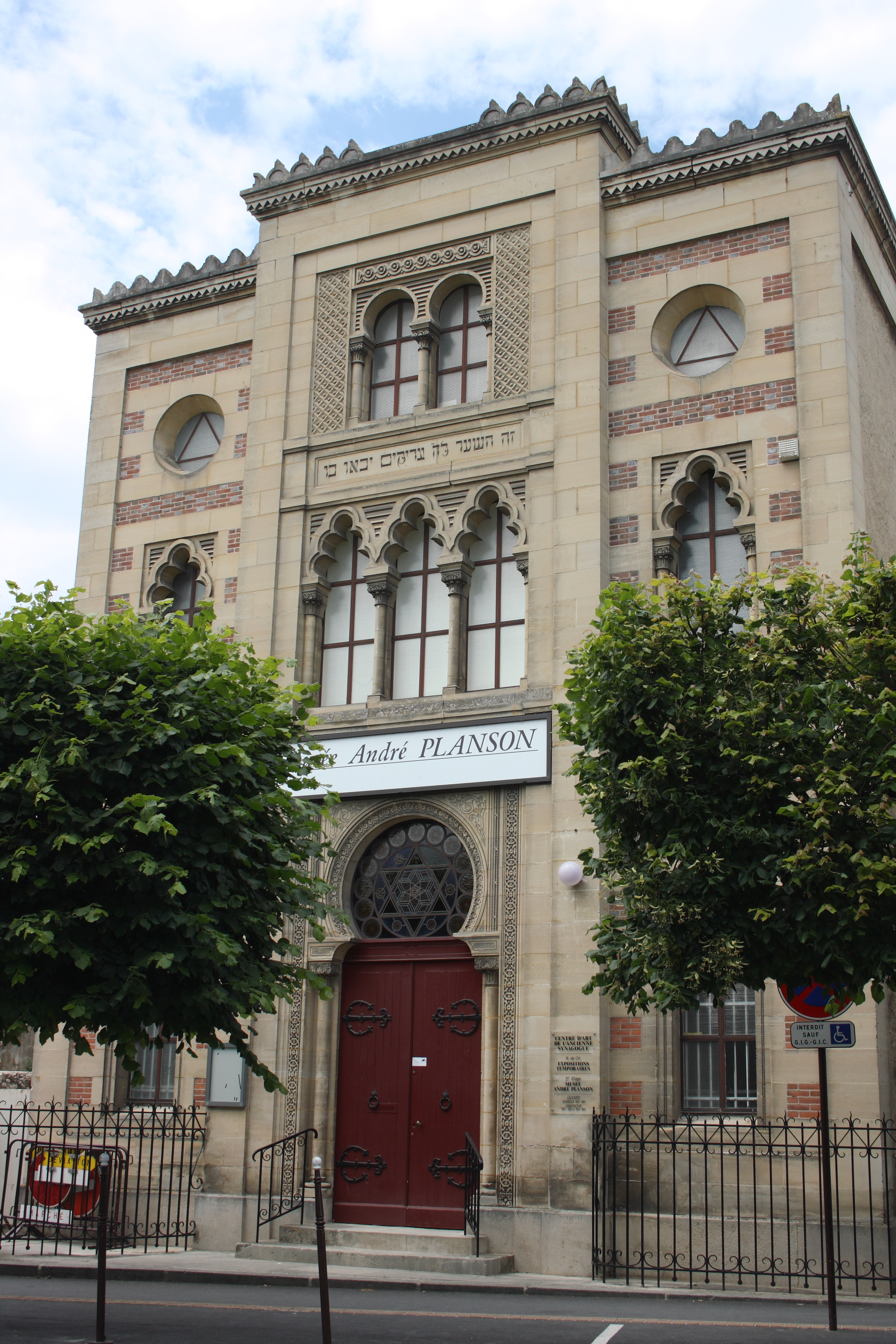
Ancienne synagogue.
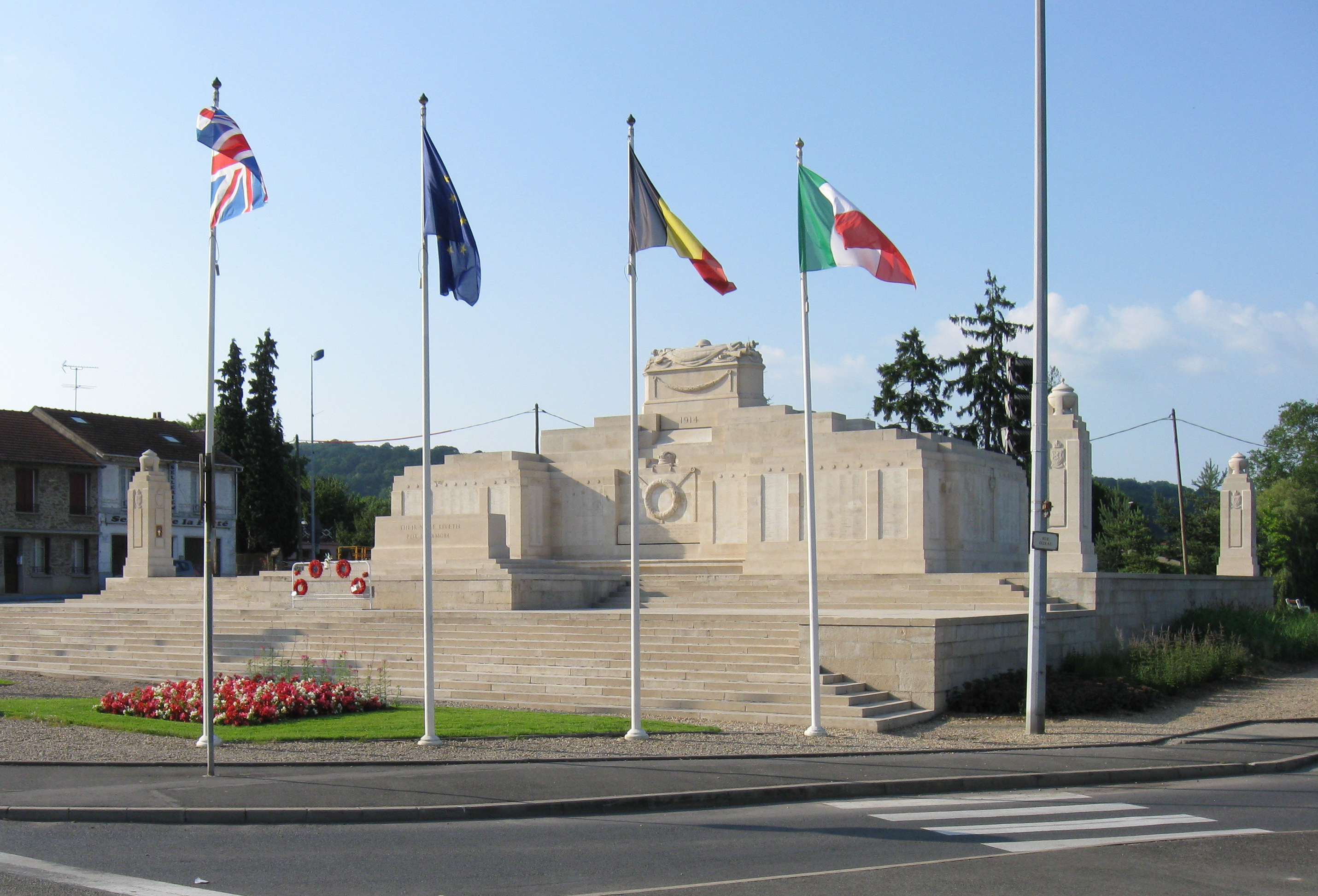
Mémorial britannique.
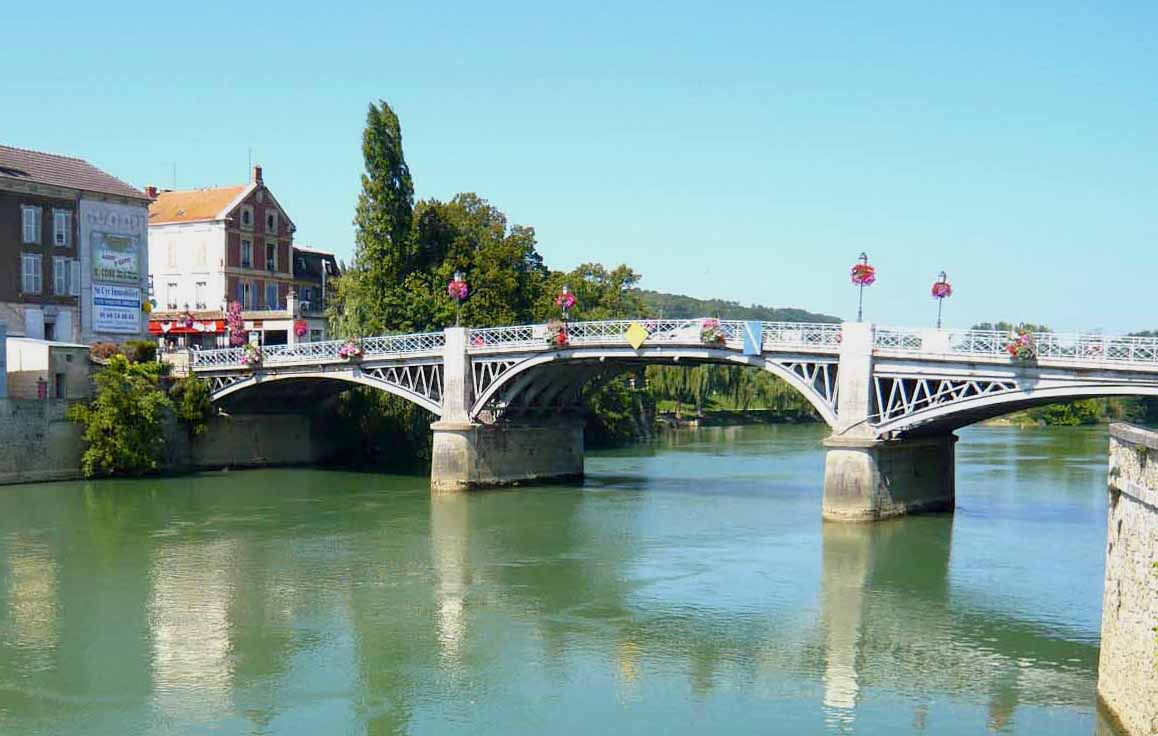
Pont sur la Marne.

#### Parcs et jardins
- Le bois de la Barre

Cet ancien lieu d'extraction de pierres meulières, ce site à flanc de coteau est un lieu idéal pour les randonneurs. Depuis 2003 le conseil général de Seine-et-Marne et la municipalité de La Ferté-sous-Jouarre ont ouvert un « espace naturel sensible du Bois de la Barre » qui offre un parcours pédagogique pour découvrir la faune la flore et bien sûr le travail réalisé sur cette pierre extraite de cette terre. Ce circuit pédagogique permet au promeneur de découvrir ce site historique et écologique. Le boisement du Bois de la Barre est marqué par des peuplements qui ont naturellement colonisé un milieu transformé par l’homme au moment de son exploitation pour la pierre meulière. Le sous-bois totalise 165 espèces végétales. Il offre de belles étendues de plantes printanières : jacinthe des bois, ficaire, fausse renoncule, anémone des bois… Les zones de coteau calcaire recèlent l’Orchis mâle. Parmi la faune, il est possible d’observer des mammifères comme le chevreuil, le sanglier, la martre, le blaireau, mais aussi dans les mares une espèce protégée en France : la Salamandre tachetée.
C’est au début du XIXe siècle que l’activité meulière fertoise s’industrialise, les carrières du bois de la Barre vont prendre de l’essor. On abandonne la fabrication des meules d’un seul bloc, dite « monolithes », pour se tourner vers la production de meules dites « anglaises ». Cette innovation introduit une méthode d’assemblage de plusieurs morceaux : les carreaux, autour d’une seule pièce centrale : le boitard. En 1837, les entreprises Gaillard, Petit & Halbou, Vieille Gatelier fondent la Société du Bois de la Barre. Vers 1900, le commerce des meules de pierre décline, les carrières de la Barre connaissent une ultime reconversion grâce à l’extraction de pierres destinées à la construction. C’est l’époque de l’expansion de la banlieue de Paris et de ses pavillons en « meulière ».
- Le bois de la Bergette

Cet espace naturel sensible résume à lui seul le paysage et l’atmosphère de la vallée de la Marne au nord-est du département. Le relief marqué du coteau boisé domine le fond de la vallée plus ouvert, vestige d’anciennes cultures. On trouve entre ces deux entités géographiques les ruines d’un vieux château.
Écrins de biodiversité et indicateurs de la qualité de l’environnement, les espaces naturels sensibles (ENS) sont constitués, entretenus et aménagés par les services du département.
C’est en 2011 que le conseil général finalise l’acquisition du Bois de la Bergette pour l’aménager en ENS. Un coteau boisé, un chemin restauré, un sentier en terrain naturel créé pour une boucle de randonnée reliant le parcours du boisement aux ruines du château et aux chemins ruraux existants sur les bords de Marne. Les
ruines du château de la Bergette ont été clôturées et mises en valeur tout en protégeant les habitats qu’elles constituent pour les espèces présentes. Du côté voie ferrée, une prairie a été restaurée pour accueillir un verger. Le site est ouvert au public depuis le printemps 2012. En découvrant ces espaces, chacun peut prendre conscience de la richesse et de la fragilité de notre biodiversité, et surtout, de la nécessité de la préserver pour garantir la qualité de notre environnement.
- Le parc de la Fontaine aux Pigeons

Par la petite rue du Guet ou l’allée du jumelage, on pénètre dans le parc de la Fontaine aux pigeons, aujourd’hui magnifique arboretum où règne calme et détente à l’ombre des nombreuses essences d’arbres.
Ce parc composait une partie de la propriété du château de Lagny qui appartenait à Marie de Luxembourg dont on a aujourd’hui trace depuis 1521. On sait que M. de Bercheny, seigneur de Luzancy, a également été propriétaire de ce château.
C’est sous le Second Empire que la création paysagère révèle tout son art dans le Parc de la Fontaine aux pigeons. Une génération de paysagistes apparaît à la demande croissante de particuliers de la petite et moyenne bourgeoisie.
Les promeneurs et amoureux de la nature y trouvent une douceur paisible, les sportifs peuvent quant à eux s’y frayer un parcours plus animé parmi les chemins agencés.
- Le jardin de l’Île

Le jardin de l'Île est situé sur l'ancien chemin menant au château de l'Île, sur les bords de Marne. Le jardin de l'Île accueille de nombreuses manifestations : Ferté Plage en été, Fête de la glisse en septembre, la chasse aux œufs de Pâques… De la verdure, tout au long de la Marne, un espace jeux pour les plus jeunes, un skate-parc et un terrain de jeux délimité pour les plus grands, et sous les ombrages, des bancs pour contempler la nature, les pêcheurs, les bateaux, les cygnes ou faire un jogging en pleine nature.

### Tourisme fluvial
La Ferté-sous-Jouarre compte deux haltes de plaisance : 
– « L'île Cartier » ;
– « Les Deux Rivières ».
Elles furent construites dans un programme de réhabilitation des berges mais aussi de l'Île Cartier, d'une façon complètement naturelle avec un génie végétal.
Chacune dotée de 10 anneaux, elles accueillent les bateaux tout au long de l'année (sauf bien sûr en période de crue).
L'eau et l'électricité sont mises à disposition gratuitement, ainsi que des points pour la collecte des déchets ménagers.
Il existe à la pointe aval de l’île Cartier, du côté du lit majeur, un bajoyer de pertuis (passage à bateau) construit en 1737 par un certain Raimbaux, entrepreneur des Ponts-et-Chaussées. Cette maçonnerie venait remplacer un aménagement de berge plus sommaire en bois. Cet ouvrage, encore en bon état de conservation, maintient la berge sur près de 30 m.
En face de l’ouvrage répondait un autre bajoyer qui se poursuivait 50 m en aval jusqu’aux moulins. Au nombre de trois, ces moulins ont été construits vers 1716, remplaçant deux autres moulins établis plus bas. Le long de la rive gauche, s’organise un ensemble de 66 pieux répartis en 3 ou 4 alignements qui semblaient supporter le tablier d’un pont en bois donnant l’accès aux moulins. Ce site meunier a été détruit en 1865, lors de la canalisation de la rivière. Il y a quelques années, ses berges ont été réaménagées par un spécialiste.
Ce site, doté d'une faune et d'une flore protégées, est devenu célèbre en France.

### Personnalités liées à la commune
Le nom de certains seigneurs de la ville nous est parvenu, :
- aux descendants du seigneur Ancoul, jusqu'aux princes de Condé : Ancoul (moitié du XIe siècle) a pour fils et successeur Étienne, un familier du comte de Blois-Champagne, Étienne-Henri qui en tant que comte de Meaux lui confie la vicomté de Meaux vers 1081/1098[80],[81]. Fils d'Étienne et d'Ermentrude de Pierrefonds (des Nivelon de Chérizy), Geoffroy de La Ferté-Ancoul, vicomte de Meaux, épouse vers 1100 Constance de Vermandois, une cousine éloignée des Blois. Leur fille Ade de La Ferté dite de Vermandois transmet La Ferté et la vicomté de Meaux à son mari Simon d'Oisy (~1115-1171), seigneur d'Oisy et de Crèvecœur, châtelain de Cambrai. Leur fille Hildiarde d'Oisy (héritière de son frère Hugues III d'Oisy, † 1189) épouse en 1162 André de Montmirail, aussi seigneur de Montmirail, de La Ferté-Gaucher et de Condé, puis leur fils le connétable et bienheureux Jean de Montmirail (1165-1217) hérite de l'ensemble des fiefs familiaux, mais ses propres fils Jean et Mathieu de Montmirail (Montmirel) † sans postérité.
  - La fille du bienheureux Jean, Marie de Montmirail (1192-1273), marie Enguerrand III de Coucy (1182-1242) en 1213[82]. Leur petit-fils Enguerrand V transmet Condé, La Ferté-Ancoul/-sous-Jouarre et la vicomté de Meaux[83] à son fils cadet Enguerrand (vers 1295-av. 1344), frère puîné de Guillaume et mari de Marie de Vianden de Rumpst (Montmirail et La Ferté-Gaucher passent à une autre branche des Coucy, issue de Raoul, fils puîné de Guilaume, et fondue dans les comtes de Roucy). Philippe de Meaux, fils d'Enguerrand et Marie de Vianden, meurt vers 1350, et ses deux filles Jeanne de Châtillon (x 1360 Jean de  Châtillon-Dampierre) et Eléonore/Aliénor (x Michel II de Ligne) respectivement en 1368 et 1371, sans postérité.
  - C'est par la première sœur de Philippe, Jeanne de Coucy-Meaux dame d'Autrêches, † 1363, que se fait la succession : elle avait épousé Jean Ier de Béthune-Locres en 1351 († 1373)[84], et leur petite-fille Jeanne de Béthune, fille de leur fils aîné Robert VIII de Béthune, transmet à son époux et cousin Robert de Bar, marié ~1409, dont la mère Marie de Coucy était l'arrière-petite-fille héritière de Guillaume de Coucy.
  - La fille de Robert et Jeanne, Jeanne de Bar, épouse le connétable Louis de Luxembourg-Saint-Pol en 1435 : leur petite-fille Marie de Luxembourg-Saint-Pol (vers 1462/1472-1547), femme de François de Bourbon-Vendôme en 1487 et arrière-grand-mère d'Henri IV transmet la  vicomté de Meaux, La Ferté-sous-Jouarre et Condé à leur petit-fils Louis Ier de Bourbon prince de Condé (1530-1569), un chef huguenot des Guerres de religion (Condé est un toponyme qu'on rencontre plusieurs fois à la Ferté : il évoque le  faubourg de Condetz au sud du confluent entre le Petit Morin et la Marne tout en entrant en résonance avec les seigneurs de La Ferté, princes de Condé).
- puis aux ducs de La Force : le maréchal-duc Jacques Nompar de Caumont-La Force (1558-1652), un protestant lié à Henri IV et aux Condés, réchappé à l'âge de 13 ans du massacre de la St-Barthélemy, acquiert La Ferté dès 1623 sur Henri II de Condé (1588-1646 ; pour la vicomté de Meaux), petit-fils de Louis Ier et fils d'Henri Ier (1552-1588 ; né au château de La Ferté-sous-Jouarre, comme d'ailleurs son oncle Charles de Bourbon en 1523). On trouve ensuite La Ferté aux mains de la petite-fille de Jacques Nompar, Charlotte de Caumont (~1623-1666), fille du maréchal-duc Armand Nompar de Caumont-La Force (ap. 1580-vers 1675), mariée sans postérité au maréchal de Turenne (1611-1675).
- enfin à la Maison de La Rochefoucauld-Roye-Roucy : Louis de La Rochefoucauld dit le marquis de Roye (1672-1751), frère cadet de François (III ou II) comte de Roucy et de Charles comte de Blanzac et baron d'Estissac, devient marquis de La Ferté-sous-Jouarre. Ses descendants, les La Rochefoucauld ducs d'Anville puis ducs de La Rochefoucauld en 1762-1792, gardent le domaine au moins jusqu'à la Révolution, avec le duc Louis-Alexandre (1743-1792) et sa sœur Elisabeth-Louise (1740-1786), femme de Louis-Antoine duc de Rohan-Chabot (1733-1807)[85]. Les La Rochefoucauld-Roye-Roucy étaient apparentés aux familles seigneuriales précédentes : la femme du prince Louis Ier de Condé était Eléonore de Roye-Roucy dame de Conti, dont la sœur Charlotte de Roye comtesse de Roucy était l'arrière-arrière grand-mère de Louis marquis de la Ferté-sous-Jouarre ; de plus, la mère dudit marquis Louis, Elisabeth de Durfort de Duras (1632-1715), était la nièce maternelle de Turenne ; enfin, l'épouse du maréchal Jacques Nompar était Charlotte de Gontaut-Biron, sœur de Claude de Gontaut qui était l'arrière-grand-mère dudit marquis Louis en tant que femme de Charles de La Rochefoucauld-Roye comte de Roucy.

On peut également noter : 
- Émile Bayard (1837-1891), né à La Ferté-sous-Jouarre, peintre, décorateur, dessinateur et illustrateur.
- Oliver Stone (1946-), scénariste et écrivain, a passé toutes ses vacances étant enfant chez ses grands-parents maternels (Goddet) hôteliers à La Ferté-sous-Jouarre.
- Samuel Beckett  (1906-1989) a passé les 36 dernières années de sa vie à Ussy-sur-Marne, dans le canton de La Ferté-sous-Jouarre.
- André le Géant (1946-1993), triple champion du monde de catch est né et a grandi à Mollien, dans le canton de La Ferté-sous-Jouarre.
- Charles 1er de Bourbon (archevêque de Rouen) né le 22 septembre 1523 à La Ferté-sous-Jouarre. Il est le fils de Charles IV, duc de Vendôme, et de son épouse Françoise d'Alençon, duchesse de Beaumont. Il est le frère puîné d'Antoine de Bourbon (né au château de La Fère dans l'Aisne).
- François de Bourbon-Conti (1558-1614) est né au château de La Ferté-sous-Jouarre.
- Henri Ier de Bourbon-Condé, aïeul du Grand Condé, né à La Ferté-sous-Jouarre.
- Louis de Bourbon, 7e enfant de Charles IV de Bourbon 1er Prince de Condé.
- Gustave Claudin (1823, La Ferté - 1896), journaliste et romancier.
- Jacques Copeau (4 février 1879, Paris - 20 octobre 1949, Beaune), créateur du Théâtre du Vieux Colombier, initiateur de la décentralisation théâtrale.
- Louis-Alexandre Himbert De Flégny, né à la Ferté-sous-Jouarre le 12 décembre 1750, mort à La Ferté-sous-Jouarre le 11 juin 1825, député-maire puis préfet des Vosges.
- André Planson (1898, La Ferté-sous-Jouarre - 1981, Neuilly-sur-Seine), peintre.
- Henri Pouctal (1856, La Ferté-sous-Jouarre - 1922, Paris), cinéaste.
- Samuel-Adam Salomon (1818-1881), né à La Ferté-sous-Jouarre[86], sculpteur et photographe.
- Pierre Alexis Duclaux, baron de l'Empire, officier de la Légion d’honneur, chevalier de Saint-Louis, général de brigade dans la Grande Armée, mort (le 18 août 1828) et enterré à La Ferté-sous-Jouarre.
- Jean-François Robinet (1825-1899), médecin français, élu de la Commune de Paris, a vécu à La Ferté-sous-Jouarre.
- Le général Alphonse Georges, adjoint au chef d'état-major général de l'armée française Gamelin, et commandant du front nord-est, est installé au QG de l'armée au château des Bondons.
- Robert Jospin (1899-1990) y a dirigé une école spécialisée qui s'occupait de la jeunesse délinquante.
- André Ludwig (1912-2024), supercentenaire français et doyen masculin de France, y est né.

### Héraldique
| Blason de La Ferté-sous-Jouarre | Blason  | D'azur semé de fleurs de lys d'or, au lion passant aussi d'or brochant sur le tout. |
| Blason de La Ferté-sous-Jouarre | Détails | Le statut officiel du blason reste à déterminer.                                    |